# Инштетов, Семён Васильевич
Семён Васи́льевич Инште́тов (1 февраля 1822, Мещерское, Подольский уезд, Московская губерния, Российская империя — 5 января 1898, Москва) — придворнослужитель, камер-фурьер Большого Кремлёвского дворца.

## Биография
Родился 1(13) февраля 1822 года в селе Мещерском Подольского уезда Московской губернии.
Отец — Василий Леонтиев(ич) Инштетов, служил дворецким в подмосковном имении барона Л. К. Боде, обер-гофмейстера и президента Московской дворцовой конторы. Мать — Хиония Евгениева, была побочной дочерью Колычёва. В соответствии с биографическими данными, им мог быть С. С. Колычёв, гофмаршал при дворе Екатерины II, дед которого был женат на княжне Бельской из ветви рода Рюриковичей. Прадед по линии отца — швед Инштет, попавший в плен в ходе Полтавской битвы и служивший у С. А. Колычёва, сподвижника Петра I,. Потомки этого шведа в России стали носить фамилию Инштетов.
С начала 40-х гг. XIX века был камердинером барона Л. К. Боде, проживал в Кремле в Конюшенном корпусе, а затем — во 2-м Кавалерском и сопровождал его в поездках по России и европейским странам.
14 августа 1859 года, после смерти Боде и ходатайства его вдовы баронессы Н. Ф. Боде и сына гофмейстера барона М. Л. Боде, император Александр II «…всемилостивейше соизволил на определение… Семена Васильева Инштетова в придворные служители Московских Дворцов», где, начиная с 1863—1865 гг., исполнял должность кофешенка.
В декабре 1871 года по предложению министра императорского двора графа А. В. Адлерберга был назначен гоф-фурьером Дома бояр Романовых, усадьбы на улице Варварка, где родился первый царь из династии Романовых.
В январе 1873 года по решению Адлерберга Инштетов был перемещен на должность гоф-фурьера Большого Кремлевского дворца. Отвечал за порядок и чистоту в помещениях, заведовал гоф-фурьерской и статс-ливрейной должностями, руководил всеми придворными служителями дворца, занимался повседневным обеспечением пребывания во дворце членов императорской фамилии, организацией и содержанием императорского стола, принимал участие в церемониальных мероприятиях, взаимодействовал с поставщиками двора, составлял рапорты на оплату услуг и прием вольнонаемных, получал денежные суммы из кассы министерства императорского двора на жалование, столовые и аммуничные расходы и наградные для придворных служителей, а также выполнял много других дел и поручений.
22 апреля 1882 года по приказу Александра III был произведен в камер-фурьеры. В нём говорилось о назначении Инштетова камер-фурьером при Большом Кремлевском дворце, фактически же это означало — при всех московских императорских дворцах. Должность камер-фурьера была введена в штатное расписание Московской дворцовой конторы 27 апреля 1849 года в связи с возведением Большого Кремлевского дворца и с тех пор оставалась вакантной. Это назначение стало единственным в Москве в истории министерства императорского двора. В должности камер-фурьера, являвшейся высшей среди придворных служителей, руководил всеми гоф-фурьерами и служителями московских императорских дворцов, занимался хозяйственными вопросами, финансовым обеспечением, наблюдал за высочайшими обедами, участвовал во всех церемониальных мероприятиях в связи с пребыванием его императорского величества, членов императорской фамилии и иностранных коронованных особ (коронации, высочайшие выходы, встречи и проводы, перенесение императорских регалий, траурные церемонии и др.), выполнял их различные личные поручения. Жил с семьей в Кремле в Потешном дворце (кв. № 10).
Начиная с должности гоф-фурьера, а затем и камер-фурьера, Инштетов включался по министерству императорского двора в ежегодные Адрес-календари начальствующих и прочих должностных лиц по всем управлениям в Российской империи, пользовался правами государственной службы.
23 января 1885 года в соответствии с приказом Александра III был произведен в чин VI класса, соответствующий чину полковника на военной службе или коллежского советника — на гражданской службе.
В связи с утверждением 1 января 1886 года нового штата Московского дворцового управления, пришедшего на смену Московской дворцовой конторе, и упразднением должности камер-фурьера, отправлен в отставку с сохранением звания камер-фурьер и обязанностью являться в Кремль во время пребывания там высочайших особ и по особому указанию.
Первые годы после отставки проживал у Красных ворот в Запасном дворце (кв. № 43), а с 1896 года — у Тверской заставы (в доме Коровкина).
Умер 5 (17) января 1898 года в Москве, его отпевали в церкви Василия Кесарийского в Тверской-Ямской слободе, и был погребен на Ваганьковском кладбище.

## Семья
Имел двух братьев и пять сестер , одна из которых, Анна Васильевна Инштетова, в замужестве Житкова (1823—1900), являлась бабушкой композитора С. С. Прокофьева. Был поручителем при заключении её брака в 1851 году в селе Мещерском Подольского уезда Московской губернии, а также при заключении брака родителей Прокофьева в 1877 году в Придворном Верхоспасском соборе Московского Кремля.
В апреле 1858 года женился на Анне Егоровой — дочери купца Истомина. Имел 15 детей (9 сыновей и 6 дочерей), из них 5 — умерли в младенчестве и в детские годы, и 19 внуков, один из которых — Борис Грудинский (1900—1941) женился на княжне Л. В. Оболенской (1908—2003).
Все дети, кроме первых двух, родились в Кремле и крещены в Придворном Верхоспасском соборе. Восприемниками двух его дочерей были соответственно Александр II и императрица Мария Александровна.
Среди потомков Инштетова — заслужившие личное дворянство и ставшие потомственными почётными гражданами, участники Первой мировой, Гражданской и Великой Отечественной войн, ученые, военные, инженеры, врачи, юристы и др. Одни оказались за рубежом в вынужденной эмиграции в 1920-е гг., а другие — уже в конце XX века по собственному выбору.

## Награды
Российские:
- Медаль «В память коронации императора Александра III»
- Серебряная медаль «За усердие» для ношения на шейной Станиславской ленте

Иностранные:
- Золотая медаль (Швеция)
- Бронзовая медаль «За заслуги» (Княжество Болгария)
- Орден Льва и Солнца 5-й степени (Персия)
- Орден Восходящего солнца (Япония)
- Орден Князя Даниила I (Черногория)
- Кавалер Династического Ордена Саксен-Эрнестинского дома (Саксен-Мейнинген).

Имел 9 ценных подарков от Александра III и членов императорской фамилии и 15 — от иностранных коронованных особ. Среди подарков: перстни бриллиантовые, золотые часы, золотые запонки с бриллиантами, жемчугом и драгоценными камнями, золотые булавки с бриллиантами и драгоценными камнями, золотая табакерка, серебряный столовый прибор и серебряный портсигар.